# Регенвану, Ральф
Ральф Джон Регенвану (англ. Ralph John Regenvanu; родился 20 сентября 1970 года, Сува, Фиджи) — антрополог, художник и политик Вануату. Был депутатом парламента с сентября 2008 года, членом Кабинета министров с декабря 2010 по январь 2012 года и с марта 2013 по июнь 2015 года, а также директором Национального совета Вануату по вопросам культуры с 1995 года до декабря 2010 года. Ныне является министром иностранных дел страны (с декабря 2017 года).

## Биография
Изучал антропологию и археологию в Австралийском национальном университете, после чего стал куратором Национального музея Вануату.
В 1994 году он был одним из основателей Ассоциации музеев тихоокеанских островов, и был членом её первого исполнительного Совета с 1997 по 2009 год. В 1995-2006 годах возглавлял Культурный центр Вануату.
Стал ведущей фигурой в культурной политике Вануату, ратуя за сохранение культурного наследия и устойчивое развитие в качестве исследователя, а также как живописец и иллюстратор. Представлял культуру Вануату на международной арене, в частности в рамках ЮНЕСКО. 
Пришёл в политику в 2008 году как протестный кандидат. Уже через три месяца после своего избрания был в декабре 2008 года арестован вместе с Моаной Каркассесом Калосилом из партии «Конфедерация зелёных». 
Они были обвинены в «укрывательстве и помощи заключенным» после побега 30 узников главной тюрьмы страны в Порт-Виле. Регенвану признался, что ему было известно о планах побега, и он пытался оказать помощь беглецам в поиске убежища в Национальном совете вождей. Однако вскоре уголовное преследование депутатов было прекращено: в сентябре 2009 года Верховный суд Вануату снял все обвинения с обоих подозреваемых. 

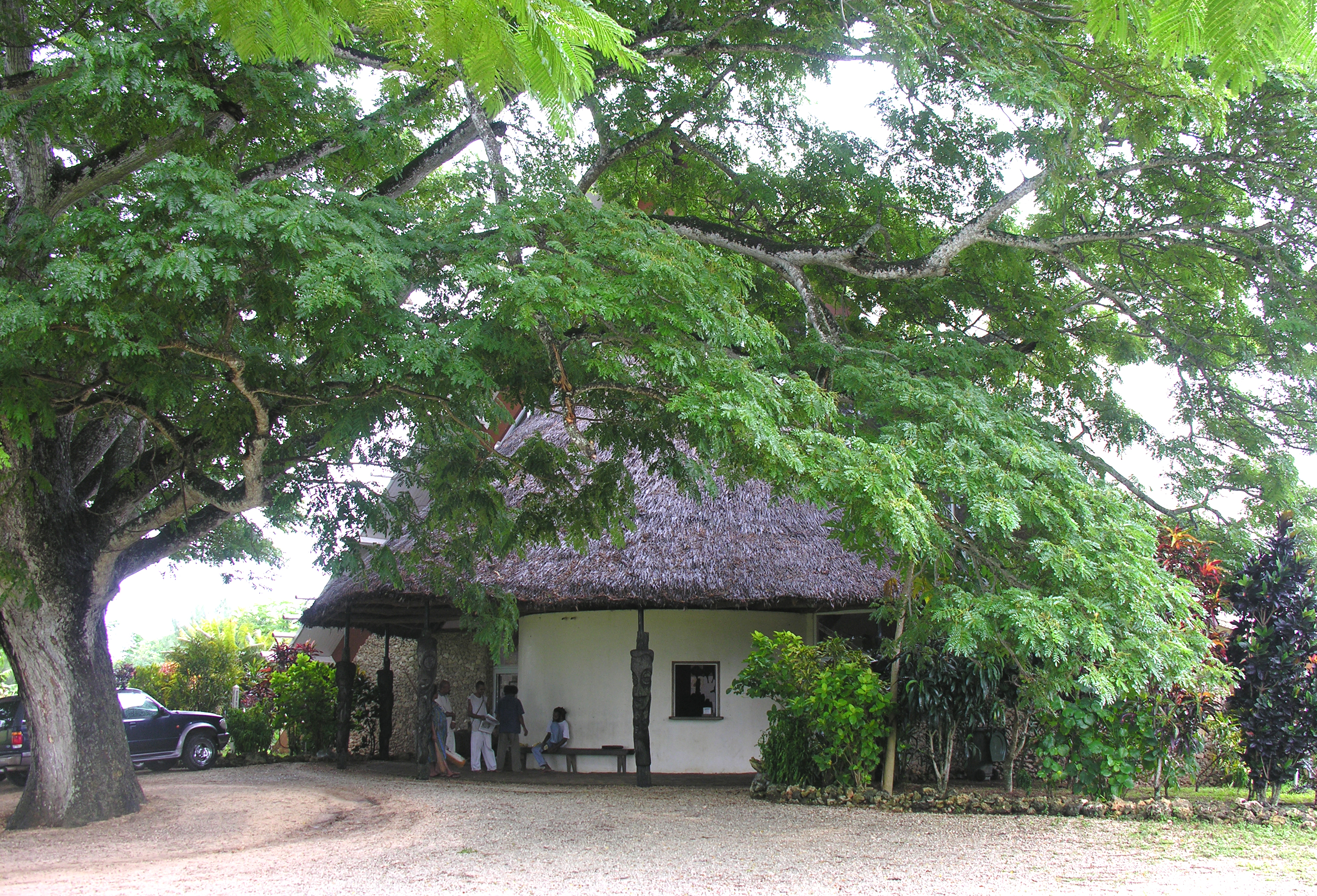
Культурный центр Вануату, директором которого Регенвану был в течение 11 лет

В конце 2010 года Регенвану создал собственную Партию земли и справедливости (традиционалистского толка), после чего был назначен в кабинет министров. Занимал должности министра кооперативов и развития бизнеса ни-вануату (декабрь 2010—февраль 2011), министра земель (февраль-март 2011), министра юстиции и социальных отношений (март-апрель 2011, май-июнь 2011, июнь 2011—январь 2012), министра земель и природных ресурсов (март 2013—июнь 2015, февраль 2016—декабрь 2017).
На парламентских выборах 2016 года его партия заняла третье место по общему количеству голосов, но первое по количеству избранных депутатов. Она вошла в широкое коалиционное правительство премьер-министра Шарлота Салвая.
С 19 декабря 2017 года является министром иностранных дел и торговли Вануату. На этом посту, в частности, стремился мобилизовать международное сообщество в поддержку права на самоопределение для народа Западного Папуа.